# Allotrichoma slossonae
Allotrichoma slossonae är en tvåvingeart som beskrevs av Cresson 1942. Allotrichoma slossonae ingår i släktet Allotrichoma och familjen vattenflugor. Inga underarter finns listade i Catalogue of Life.